# Lunghezza d'onda Compton
La lunghezza d'onda Compton è una proprietà quanto-meccanica di una particella. È stata introdotta da Arthur Compton in seguito al suo esperimento sulla diffusione dei fotoni da parte di elettroni, processo noto come effetto Compton o scattering Compton.
La lunghezza d'onda Compton {\displaystyle \lambda _{c}} di una particella è data da
{\displaystyle \lambda _{c}={\frac {h}{m_{0}c}},}
dove {\displaystyle h} è la costante di Planck, {\displaystyle m_{0}} è la massa a riposo della particella e {\displaystyle c} è la velocità della luce.
Il valore CODATA 2010 della lunghezza d'onda Compton {\displaystyle \lambda _{e}} per un elettrone è 2,4263102389(16)×10−12 m.

## Lunghezza d'onda Compton ridotta
La lunghezza d'onda Compton è una rappresentazione fisica della massa che è stata convertita in energia. Si utilizza spesso in quelle equazioni che si riferiscono alla conversione di massa in energia, o nell'interazione dei fotoni con la massa.
Come si può facilmente notare, ricorrendo alla relazione tra frequenza e lunghezza d'onda di un'onda luminosa {\displaystyle \nu _{c}=c/\lambda _{c}}, la lunghezza d'onda Compton di una particella è uguale alla lunghezza d'onda di un fotone la cui energia è la stessa della massa a riposo della particella. Infatti:
{\displaystyle h\nu _{c}=h{\frac {c}{\lambda _{c}}}=hc{\frac {1}{\lambda _{c}}}=hc{\frac {m_{0}c}{h}}=m_{0}c^{2}},
relazione che uguaglia l'energia di un fotone, di lunghezza d'onda {\displaystyle \lambda _{c}} e frequenza {\displaystyle \nu _{c}}, all'energia a riposo relativistica della particella.
Quando la lunghezza d'onda Compton è divisa per {\displaystyle 2\pi }, si parla di lunghezza d'onda Compton ridotta:
{\displaystyle {\frac {\lambda _{c}}{2\pi }}={\frac {\hbar }{m_{0}c}}.}
In questo caso la relazione con l'energia è del tipo
{\displaystyle E=m_{0}c^{2}=h\nu _{c}=\hbar \omega _{c},}
dove {\displaystyle \omega =2\pi \nu } è chiamata frequenza angolare o pulsazione.
La lunghezza d'onda Compton ridotta è una rappresentazione fisica di massa su scala quantistica.
Le equazioni che si riferiscono alla massa in forma di massa a riposo, come quella di Klein-Gordon e Schrödinger, utilizzano la lunghezza d'onda Compton ridotta.

## Relazione con altre equazioni fondamentali
La lunghezza d'onda Compton ridotta appare (il termine fra parentesi) in molte delle equazioni fondamentali della meccanica quantistica.
Per esempio, nell'equazione di Klein-Gordon per una particella libera:
{\displaystyle \mathbf {\nabla } ^{2}\psi -{\frac {1}{c^{2}}}{\frac {\partial ^{2}}{\partial t^{2}}}\psi =\left({\frac {mc}{\hbar }}\right)^{2}\psi .}
Appare inoltre nella equazione di Dirac (la seguente è una forma esplicita covariante che utilizza la convenzione di Einstein nelle sommatorie)
{\displaystyle -i\gamma ^{\mu }\partial _{\mu }\psi +\left({\frac {mc}{\hbar }}\right)\psi =0.}
Anche se la sua presenza è oscurata nella rappresentazione tradizionale della equazione di Schrödinger per un elettrone in un atomo di idrogeno
{\displaystyle i\hbar {\frac {\partial }{\partial t}}\psi =-{\frac {\hbar ^{2}}{2m}}\nabla ^{2}\psi -{\frac {1}{4\pi \epsilon _{0}}}{\frac {Ze^{2}}{r}}\psi ,}
la lunghezza d'onda Compton ridotta appare, dividendo ambo i membri per {\displaystyle \hbar c}, e riscrivendo in termini di costante di struttura fine, nella equazione
{\displaystyle {\frac {i}{c}}{\frac {\partial }{\partial t}}\psi =-{\frac {1}{2}}\left({\frac {\hbar }{mc}}\right)\nabla ^{2}\psi -{\frac {\alpha Z}{r}}\psi .}
Per i fermioni, la lunghezza d'onda Compton determina la sezione d'urto dell'interazione. Per esempio, la sezione d'urto per lo Scattering Thomson di un fotone da un elettrone è uguale a
{\displaystyle \sigma _{T}={\frac {8\pi }{3}}\alpha ^{2}\lambda _{e}^{2},}
dove {\displaystyle \alpha } è la costante di struttura fine e {\displaystyle \lambda _{e}} è la lunghezza d'onda Compton dell'elettrone.
Per i bosoni di gauge, la lunghezza d'onda Compton determina il range effettivo dell'interazione di Yukawa: poiché il fotone non ha massa a riposo ( {\displaystyle \Rightarrow \lambda _{c}\rightarrow +\infty )} l'elettromagnetismo ha un range infinito.

## Limiti di misura
La lunghezza d'onda Compton ridotta può essere pensata come un limite fondamentale all'accuratezza di misura della posizione di una particella, tenendo in considerazione la meccanica quantistica e la relatività speciale. Questo limite dipende dalla massa {\displaystyle m} della particella. È noto che la possibilità di misurare la posizione di una particella passa attraverso la luce che essa ci rimanda, e che misurare con precisione la posizione richiede che la luce abbia una lunghezza d'onda più corta della dimensione dell'oggetto da misurare. 
Più corta è la lunghezza d'onda e più alta è l'energia dei fotoni che la compongono.
Se l'energia di questi fotoni supera il valore {\displaystyle mc^{2}}, la collisione con la particella di cui vogliamo misurare la posizione può avere abbastanza energia da creare una nuova particella dello stesso tipo.
Ciò renderebbe discutibile la misura della posizione della particella originale. Da questo argomento risulta quindi che la riduzione della lunghezza d'onda Compton è il limite al di sotto del quale, la teoria quantistica dei campi - che descrive la creazione e l'annichilazione delle particelle - diventa importante.
Possiamo rendere la argomentazione di cui sopra un po' più chiara nel modo seguente: supponiamo di voler misurare la posizione di una particella con una precisione {\displaystyle \Delta x}.
Poiché la relazione d'indeterminazione tra posizione e quantità di moto dice che
{\displaystyle \Delta x\,\Delta p\geq \hbar /2,}
allora l'incertezza del momento della particella soddisfa la relazione
{\displaystyle \Delta p\geq {\frac {\hbar }{2\Delta x}}.}
Usando il rapporto relativistico tra energia e momento
{\displaystyle \mathbf {p} =\gamma m_{0}\mathbf {v} ={\frac {m_{0}\mathbf {v} }{\sqrt {1-\beta ^{2}}}},}
quando {\displaystyle \Delta p} è maggiore di {\displaystyle mc}, allora l'incertezza sull'energia è più grande di {\displaystyle mc^{2}}, che è l'energia sufficiente a creare un'altra particella dello stesso tipo.
Così, con un po' di algebra, si vede che c'è un limite fondamentale sull'incertezza nella posizione, che deve essere superiore alla metà della lunghezza d'onda Compton ridotta
{\displaystyle \Delta x\geq {\frac {1}{2}}\left({\frac {\hbar }{mc}}\right).}
La lunghezza d'onda Compton può essere confrontata con la lunghezza d'onda di de Broglie, che dipende dal momento della particella e determina il confine fra il comportamento come particella o come onda nella meccanica quantistica.

## Relazione con altre costanti
La lunghezza d'onda Compton ridotta di un elettrone fa parte di un trio di unità relative di lunghezza, le altre due sono il raggio di Bohr {\displaystyle a_{0}} e il raggio dell'elettrone classico {\displaystyle r_{e}}.
Ciascuna di queste tre lunghezze può essere scritta nei termini di ciascuna delle altre due usando la costante di struttura fine {\displaystyle \alpha }:
{\displaystyle r_{e}=\alpha \left({\frac {\hbar }{m_{e}c}}\right)=\alpha ^{2}a_{0}.}
La lunghezza d'onda Compton di un elettrone è legata alla costante di Rydberg come segue:
{\displaystyle 2R_{\infty }={\frac {\alpha ^{2}}{\lambda _{e}}}.}

## Relazione con le unità di misura di Planck
La lunghezza d'onda Compton compare nella definizione delle cosiddette unità di misura di Planck: la massa di Planck è in effetti speciale perché la lunghezza d'onda Compton ridotta per questa massa è uguale al Raggio di Schwarzschild. Questa distanza speciale è chiamata quindi lunghezza di Planck.